# ダージュ オブ ケルベロス ファイナルファンタジーVII
『ダージュ オブ ケルベロス -ファイナルファンタジーVII-』（ダージュオブケルベロス ファイナルファンタジーセブン、DIRGE of CERBERUS -FINAL FANTASY VII-、略称: DC FFVII、DC FF7）はスクウェア・エニックスより発売されたガンアクションRPGである。『ファイナルファンタジーVII』のスピンオフ作品の1つ。日本では2006年1月26日発売。1枚のDVD-ROMで、オフラインゲームであるシングルプレイヤーモードとオンラインゲームであるマルチプレイヤーモードの2つのモードがプレイできる（マルチプレイヤーモードのサービスは2006年9月29日に終了）。
外伝的作品として携帯電話用アプリゲーム『ダージュ オブ ケルベロス ロスト エピソード ファイナルファンタジーVII』が2006年から配信されている。
2008年には、北米版をベースに新要素を追加した『アルティメットヒッツ ダージュ オブ ケルベロス -ファイナルファンタジーVII- インターナショナル』（DIRGE of CERBERUS -FINAL FANTASY VII- INTERNATIONAL）が発売された（マルチプレイヤーモードはなし）。

## 概要
『ファイナルファンタジーVII アドベントチルドレン』（以下、『FFVII AC』）、『ビフォア クライシス ファイナルファンタジーVII）（以下、『BC FFVII』）、『クライシス コア ファイナルファンタジーVII』（以下、『CC FVII』）と同じ『ファイナルファンタジーVII』（以下、『FFVII』）の外伝的作品「コンピレーション・オブ・ファイナルファンタジーVII」の第3弾。
『FFVII』とは違い、ジャンルはファーストパーソン・シューティングゲーム (FPS) である。ただし、限りなくサードパーソン・シューティングゲーム (TPS)に近い。
ジャンルがTPSになった理由として、なんらかのTPSである作品を制作する企画が開発前からあがっており、野村哲也を中心に『FFX』のユウナや『FFVIII』のアーヴァインなどを使用する作品を制作することが候補にあがっていた。しかし、COMPILATION of FINAL FANTASY VIIの企画があがった時期であったため、『FFVII』のヴィンセントを使ったものが決定稿になった。『FFVII』内の候補としてはバレットを使用するものがあった。

### チュートリアルモード
タークスに所属していた頃のヴィンセントを操作し、基本操作を順を追って学ぶことができるモード。全7章に分かれており、中断はできない（ポーズは可能）。チュートリアルとはいえ敵はそれなりに攻撃してくるため、気を抜くと敗北する可能性がある。

### シングルプレイヤーモード
ヴィンセントを操作し、ストーリーを追って進めていくモード。ムービーやイベントが所々に入る。ゲーム中は明確な区切りが表示されないが、章立てされたストーリーを進んで行く形式となっている。（何章であるかについてはセーブデータ等から判断できる）　ステージの途中や最後にボスが控えており、倒すと何かしらのイベントを挟んだのち、戦績評価へと移行する。戦績評価は進行中に発生するミッションの評価や命中率などの細かな結果を総合して判定し、総評が高ければ高いほど報酬を多く得ることができる。報酬は経験値またはギルとして得ることができ、基本性能を上げるか、武器のチューンアップ（後述参照）に徹底するかをプレイヤーが選ぶことが出来る。ギルはステージ中、またはクリア時にショップで利用することができ、ショップでは体力回復の薬や武器、各種武器の弾丸の購入のほか、武器の性能をチューンアップすることができる。

### マルチプレイヤーモード
スクウェア・エニックスの「PlayOnline」を通して提供されていた。プレイに当たってはPlayStation BB Unitが必須であった。クライアントとサーバの間だけではなく、ユーザーの間でP2P通信によりデータのやりとりをおこなっていたため、プレイ可能かどうかを確認するための検証ツールを、公式サイトで配布していた。
当初は最大24人までの同時プレイだったが、32人に増加した。
シングルプレイヤーモードとストーリーがリンクしており、シングルプレイヤーモードのキャラクターも多数登場する。
- マルチプレイヤーモードの歴史
  - 2005年9月22日、一般βテスターによるβテストを開始する。
  - 2005年10月31日、一般βテスターによるβテストが終了する。
  - 2006年1月26日、正式サービスを開始する。
  - 2006年9月29日、正式サービスが終了する。

## ストーリー

### シングルプレイヤーモード
『FFVII』より3年、『FFVII AC』より1年後の世界が舞台。『FFVII』のサブキャラクターであるヴィンセントを主役にし、DG（ディープグラウンドソルジャー）と呼ばれる謎の集団と戦う。

### マルチプレイヤーモード
プレジデント神羅によりミッドガル地下に建設された施設で、「ディープグラウンドソルジャー」の一員となり、No.1ソルジャーを目指す。

## 登場人物

### プレイヤーキャラクター
ヴィンセント・ヴァレンタイン (Vincent Valentine)
声 - 鈴木省吾
本作の主人公。元・神羅製作所総務部調査課（通称タークス）のガンマンで、ジェノバ戦役の英雄のひとり。宝条によって肉体を改造され、過去と自分の肉体にある「罪」を償うため神羅屋敷の地下で眠りについていた。本作より3年前、クラウド達と行動を共にして「星」を救った英雄の一人となった。今回の物語で自分の過去とカオス、そしてルクレツィアの真実を知ることになる。
ケット・シー (Cait Sith)
声 - 石川英郎
リーブが操るロボット。猫のぬいぐるみのような姿をしている。同じ機体が複数あり、関西弁に似た言葉を話す。戦闘の際はデブモーグリの機体を操っているが、本体は非力なため、戦士としての能力は低い。
マルチプレイヤーモードのプレイヤー（デフォルト名なし）
マルチプレイヤーモードでユーザーが操作するキャラクター。性別はユーザーが選ぶことができる。記憶を失っているため、「ディープグラウンド」の地に赴いた理由などを覚えていない。新たなDGソルジャーとなり、様々なミッションをこなす。

### 世界再生機構
通称"WRO"（World Restoration Organizationの略、北米版表記は"World Regenesis Organization"）。ジェノバ戦役の英雄の一人であるリーブが、星を再生するために設立した組織。「星に害をなすものと戦う」という名目を掲げ軍隊化した。「星に償いをしたい人」から出資を受けている。当初は年齢制限がなかったが、小説『On the Way to a Smile』で『FFVII』より4年後（本作から1年後にあたる）のデンゼルとの会話を機会に「子供は軍隊には入れない」事になった。
リーブ・トゥエスティ (Reeve Tuesti)
声 - 銀河万丈
元神羅カンパニー都市開発部門総括で、ジェノバ戦役の英雄のひとり。現在はWROの局長として活動しており、厄介事を嫌うヴィンセントを無理矢理説得して今回の事件に引き込む。無機質を操ることができる「インスパイア」という異能力を持ち、この能力を使って3年前はケット・シーとして間接的にクラウド達と行動を共にした。
シャルア・ルーイ (Shalua Rui)
声 - 浅川悠
WRO技術部の科学者。ソルジャーの素質を見出され神羅に連行されたシェルクを探し続けている。その結果危険に身を晒され身体や内臓の一部を人工物にして暮らすこととなる。『BC FFVII』ではタークスと遭遇している。
ユフィ・キサラギ (Yuffie Kisaragi)
声 - かかずゆみ
ウータイ出身の忍者娘で、ジェノバ戦役の英雄のひとり。『DC FFVII』では強引にWROに入隊しており、WROの諜報活動担当としてヴィンセントをサポートする。
WRO隊員達
様々な隊員がヴィンセントをサポートし、時に救出される。主な人物に、ペットの川チョコボを「ボコ」と名づけた女性隊員（彼女いわく伝統のある名前だという）や、かつてハイウィンド号のクルーだった男性隊員などがいる。
WRO隊長（声 - 郷里大輔）とWRO副長（声 - 冬馬由美）は、共に同じ部隊の隊長・副長を務めている。2人の属する部隊が、激戦を耐え抜き疲労していた時、WRO隊長はヴィンセントの言葉を飲み、戦いの全てを彼に託した。
WRO副長はミッドガル七番街スラムの出身であり、幼少の頃は兄とよく列車墓場で遊んでいたという。兄は反神羅組織に身を費やし、プレート落下により死亡した。その兄とはアバランチのメンバーであると考えられるが、WRO副長は反神羅組織が「アバランチ」であるとは特定していない。

#### WRO協力者
シド・ハイウィンド (Cid Highwind)
声 - 山路和弘
ジェノバ戦役の英雄のひとり。リーブの出資する飛空艇士団の団長で、その見返りとしてWROに協力している。『FFVII』では飛空艇の艇長としてクラウド達と行動を共にし、今作ではシエラ号の艇長としてヴィンセント達をサポートする。
クラウド・ストライフ (Cloud Strife)
声 - 櫻井孝宏
ジェノバ戦役の英雄のひとり。エッジの街で運び屋「ストライフ・デリバリーサービス」を運営している。
ティファ・ロックハート (Tifa Lockhart)
声 - 伊藤歩
ジェノバ戦役の英雄のひとり。エッジの街でバー「セブンスヘブン」を経営しており、クラウドとデンゼルとマリンと暮らしている。
バレット・ウォーレス (Barret Wallace)
声 - 小林正寛
ジェノバ戦役の英雄のひとり。元はコレルの炭鉱夫であったが、現在は魔晄に代わるエネルギー資源の採掘に精を出す。

### ディープ グラウンド ソルジャー
通称はDGソルジャー、DGS（Deepground SOLDIERの略）。ディープグラウンドで作られたという意味でDGとも通称される。ソルジャーの研究施設「ディープグラウンド（略称はDG）」の産物であり、ここではあらゆる倫理が無視され、様々な人体実験が行われていた。中でもエリート集団は「ツヴィエート(Tsviet)」（ロシア語で色 (цвет) を意味する）と呼ばれている。
シェルク・ルーイ (Shelke Rui)
声 - 折笠富美子
本作のヒロイン。通称「無式のシェルク (Shelke the Transparent) 」。ネットワークに潜行する特殊能力「センシティブ・ネット・ダイブ（Sensitive Net Dive、略称SND、北米版の表記は"Synaptic Net Dive"）」を持つ。マルチプレイヤーモードではSNDの他に自分と相手の式を自在に操る「テクニカル・キャンセル」と言う能力を披露している。放電する2本の槍を得物として戦う。また、体内にはSNDによってルクレツィアの断片を宿していてしばしばその影響を受けている。シャルアの妹で実年齢は19歳であるが、実験の影響で見た目は幼く見える。後にヴィンセント達の仲間となる。名前はウルドゥー語でオレンジ色を意味する。
アスール (Azul)
声 - 玄田哲章
通称「蒼きアスール (Azul the Cerulean) 」。非常に好戦的な性格で凄まじい怪力を持ち、戦車砲をも軽々と持ち上げる。またベビーモスのようなモンスターに変身する能力を持ち、人間時よりもさらに強力な力を解放する。古風な言い回しが特徴。『BC FFVII』にも登場している。名前はスペイン語、ポルトガル語で青色を意味する。
ロッソ (Rosso)
声 - 田中敦子
通称「朱のロッソ (Rosso the Crimson) 」。残忍な性格で、実験の影響から情緒不安定なところがある。人間の持つ強さを極限に引き出したため人間離れした瞬発力と不死に近い体質を持つ。世界中の人間を皆殺しにするという夢を持つ。中心に銃口があり、左右に刃が伸びたブーメラン状の武器を扱う。名前はイタリア語で赤色を意味する。
ネロ (Nero)
声 - 置鮎龍太郎
通称「漆黒の闇ネロ (Nero the Sable) 」。相手を「闇」に取り込んで消滅させる能力を持つ。紳士的な話し方をする。ヴァイスを兄さんと呼び慕うが、シングルプレイヤーモードでは実兄かどうかは特に語られていない。だが、マルチプレイヤーモードで母親が同じであること、その母親はネロが生み出した闇に飲み込まれたことがわかる。普段は両腕を服で体に縛り付けているが、相手が手強いと拘束を解き、肩から伸びた腕状の翼で二挺の拳銃を扱う。名前はイタリア語で黒色を意味する。
ヴァイス (Vice)
声 - 中田譲治
通称「純白の帝王ヴァイス (Vice the Immaculate) 」。ディープグラウンドの頂点に君臨している。本作で仮死状態だったのは、体内に埋め込まれた時限式ウィルスによる事がマルチプレイヤーモードで明かされた。刀を模したガンブレードに似た武器を2本携えている。名前はドイツ語で白色を意味する。また英語のviceには悪や罪の意味がある。
アルジェント (Argento)
声 - 松田夏穂
マルチプレイヤーモードに登場するツヴィエートで通称「銀色のアルジェント」。銀色の服を纏い眼帯をした女性。アスールと同様に古風な口調で話す。「最強を秘めし最弱」の異名を持つ。武器は大剣。名前はイタリア語で銀色を意味する。シングルプレイモードでは登場しない。
レストリクター (Restrictor)
声 - 緑川光
マルチプレイヤーモードに登場する「ロストフォース(Lost Force)」と呼ばれる、存在しないはずの部隊「ソルジャー第14部隊」の者たち。ヴァイスが統治する以前のDGを支配しているが、DGソルジャーではない。黒いマントを羽織り仮面を被っている。下記のGとの関連は不明。名前は英語で制御因子を意味する。
G
演 - Gackt
「英雄」のプロトタイプと噂される謎のソルジャー。DGに深く関っているとされている。正体は『CC FFVII』に登場したセフィロスの親友であるソルジャー・クラス1st、ジェネシス。ヴァイスとネロの兄にあたる存在とされているのは、彼らを含めるツヴィエートがジェネシスの因子を受け継いだ事によって生みだされた絆を表しており、また「英雄（セフィロス）」のプロトタイプとされているのは、セフィロスを生み出した「ジェノバプロジェクトS」の雛形に当たる「ジェノバプロジェクトG」によって誕生した存在である事を表している。
本作ではGの登場場面のみ実写とCGを組み合わせた映像になっている。また後の『CCFFVII』にもジェネシスの声優として出演している。

### その他・キーパーソン
ルクレツィア・クレシェント (Lucrecia Crescent)
声 - 夏樹リオ
元神羅カンパニーの科学者でセフィロスの母。ジェノバ細胞の影響や心労が重なり、カオスの泉の水晶の中で永遠の眠りにつく。オメガとカオスの研究をしており、ヴィンセントの体内にカオスを宿す。
宝条 (Hojo)
声 - 野沢那智
元神羅カンパニー科学部門統括。ヴィンセントの肉体を改造した。セフィロスの父。ジェノバ戦役で人としては死亡したが、死亡する直前にネットワークに自身の頭脳をばら撒いており、3年を経てヴァイスを宿主にして復活する。オメガをその身に宿し、星の海へと飛び出そうと考え、そのためにネロらを利用する。
グリモア・ヴァレンタイン (Grimoire Valentine)
声 - 中田譲治
ヴィンセントの父親であり、研究者。ヴィンセントがルクレツィアらと出会う前に故人となっている。彼の残した研究とネロの能力には関係がある。ルクレツィアはジェノバ・プロジェクトに関わる前は、彼と共にオメガとカオスの研究をしていた。彼が首に巻いていた赤いスカーフは後にヴィンセントがバンダナとして使用している。

## 用語
ジェノバ戦役
『DC FFVII』の3年前、『FFVII』でのシナリオ後半に起きた大戦役。セフィロスが発端となって起こったものであり、「星」が破壊されかねない危機的状況に陥ったが、クラウド達が阻止した。この戦役を契機に、彼らは「ジェノバ戦役の英雄」と呼ばれている。
メテオ災害
ジェノバ戦役の直後、『FFVII』のエンディングにおいて発生した大災害。星を破壊する黒魔法「メテオ」と星を救う白魔法「ホーリー」の激突とホーリーの力となるために噴出したライフストリームにより大規模な大嵐が発生し、激突の至近距離にあったミッドガルは崩壊。カームを初めとするその他の街や土地も壊滅的な打撃を受けた。
カオス
星が終焉を迎える時に現れる、「命の淀みより生まれしウェポン」。星の命を刈り取り、その命をオメガへと導く存在である。ヴィンセントのカオスはこれと同一の存在であり、かつてルクレツィアが実験によって瀕死状態に陥ったヴィンセントを救うためにエンシェントマテリアと共に宿したものである。
オメガ
星が終焉を迎える時に現れる、「清き命より生まれしウェポン」。終焉を迎える星の全ての命を集めて宇宙へと旅立つ、命を終わりから始まりへと導く生命の箱舟。本来ならば星の終焉が来るまで覚醒する事はないが、DGは純粋なライフストリームを集めて「星の終焉」を擬似的に再現させてオメガを復活させようとしている。
エンシェントマテリア
ヴィンセントが自らを制御するために必要なマテリア。グリモアとルクレツィアがカオスの泉で発見したものであり、通常のマテリアとは異なる反物質的な性質を有している。命を刈り取るカオスの出現は星の終焉にも繋がるため、星がカオスを覚醒させないために生み出したと推測されている。オメガを制御する効果もあり、ヴィンセントはこれを体内に埋め込まれているためにDGから狙われることになる。
ケルベロス
ヴィンセントのダブルアクション式拳銃。銃身部分にケルベロスの装飾が施され、グリップにはケルベロスレリーフが取り付けられ、1回の発砲で3発撃たれる。
シャドウフォックス
WROが使用するトラック。緊急用に機銃が装備されている。
センシティブ・ネット・ダイブ
通称「SND」。シェルクが使える特殊能力。意識だけをネット上に飛び込ませ、現実と同じように行動することができる。他人の精神への干渉や幻影を見せる事も可能だが、他者と自身双方にリスクが伴うために多用はできない。シェルクはこの能力を使ってルクレツィアの断片を体内に吸収する。ヴァイスもこの能力を持っており、そのために宝条の断片データがヴァイスに取り付くことになった。シェルクとヴァイスの能力差はあまりない。
断片化
自分の思考や人格などを分割してデータ化し、ネット上に流す行為。この断片が本人と意識を共有しているのか、それとも本人とは別の意識を持っているのかは不明。
カオスの泉
ルクレツィアとグリモアがエンシェントマテリアとカオスを発見した場所。ルクレツィアは現在、この泉の中央のマテリアの中で眠りについている。
ジュノン大量失踪事件
DGの襲撃事件が起きる以前にジュノンで起きた事件。WROの情報操作によって一般的には数十人が同時に行方不明になったとされるが、実際は1200人もの人間が失踪した。この住民達はDGによって誘拐されオメガ復活のためにライフストリームへと還される。
カーム
ミッドガルの近郊にある街。メテオ災害の際に大半が破壊されたが再建され、物語の冒頭では街の復興を祝う「復興祭」が行われる。ヴィンセントはここの宿でリーブと待ち合わせをしていた。

## 主題歌
- メインテーマ「REDEMPTION」 歌 - Gackt
- 挿入歌「LONGING」 歌 - Gackt

## スタッフ
- プロデューサー - 北瀬佳範
- ディレクター - 中里尚義
- シナリオ - 千葉広樹
- キャラクターデザイン - 野村哲也
- メインプログラマー - 粕谷佳樹
- コンポーザー - 浜渦正志、山崎良（数曲のみ）
- アートディレクター - 中谷幸夫
- アートスーパーバイザー - 直良有祐

## ダージュ オブ ケルベロス ファイナルファンタジーVII インターナショナル
2008年9月4日、スクウェア・エニックスの廉価版シリーズ「アルティメットヒッツ」の3周年記念企画として、北米版をベースとした廉価版である「インターナショナル版」が発売された。無印版で不評だったアクション面を強化しており、FPS色よりアクションRPG色が濃い。無印にあったオンラインのマルチプレイヤーモードはないが、その要素を「エクストラミッション」に取り入れている。

### インターナショナル版での変更点
- 音声は英語、字幕は日本語。
- 二段ジャンプ、ジャンプ射撃、ジャンプ格闘が追加。無印版では必ずしゃがんだ姿勢になってしまう回避もまったく別の回避アクションになっている。
- リミットブレイクがMP消費ではなく「リミットブレイカー」というアイテムを使って行う。
- 銃のチューンに新たな分岐があり、ある難易度では銃を引き継いでプレイ可能。
- ムービー・サウンドギャラリーやエクストラミッションが追加。

## Project G
『DC FFVII』と、Gacktとのコラボレーション企画。Gacktは主題歌を担当するだけではなく、CGを起用した実写映像で演技を行う。Gacktの演じるキャラクターの衣装は、キャラクターデザインを手がける野村哲也のデザインにより製作され、楽曲のプロモーションビデオや音楽番組、発表と同時期に行なわれたGacktのライブでも着用された。衣装は「片翼」をコンセプトに作られた物で、格子状の部分は一周して翼を巻きつけている。またこの名称は『CC FFVII』の作中用語として使われている。

## 関連商品

### 音楽
CDで発売されているものと、iTunes Store専用で発売されているものの、2種類がある。両方を揃えても、全ての楽曲が手に入るわけではない。曲によってはループせず、ゲーム中では聴けない終わり方になったりループ前にフェイドアウトする収録形式となっている。
- 「DIRGE of CERBERUS-FINAL FANTASY VII-」Original Soundtrack（通常盤）
- 「FINAL FANTASY VII Dirge of Cerberus - Multiplayer Mode」（Original Sound Collections）

### 書籍
- DIRGE of CERBERUS－FINAL FANTASY 7－PRELUDE
- ダージュ オブ ケルベロス ―ファイナルファンタジー7― 公式コンプリートガイド

### その他
- ダージュ オブ ケルベロス ファイナルファンタジーVII PLAY ARTS改 ヴィンセント・ヴァレンタイン